# 黄木树
黄木树（学名：Trigonostemon huangmosu）是大戟科三宝木属的植物，为中国的特有植物。分布在中国大陆的云南等地，生长于海拔400米的地区，常生长在山地灌木林中，目前尚未由人工引种栽培。